# LAVDIS
LAVDIS (Labsko-vltavský dopravní informační systém) je český informační systém veřejné správy o vodních cestách na labsko-vltavské vodní cestě, tj. na českém úseku Labe od Chvaletic (včetně vodní plochy Velké Žernoseky), na Vltavě od Třebenic (včetně vyústění Berounky s přístavem Radotín), navíc jsou na webu i vybrané informace o vodní cestě na řece Moravě. Systém provozuje Státní plavební správa pod záštitou ministerstva dopravy. Jako investor projektu je uváděno Ředitelství vodních cest ČR, jako ostatní financující subjekty Evropská unie, Státní fond dopravní infrastruktury, projekty IRIS Europe II, IRIS Europe 3, RIS COMEX, jako zdroje dat jsou uvedeny státní podniky Povodí Labe, Povodí Vltavy, Povodí Moravy a Český hydrometeorologický ústav. 
Informační systém obsahuje a publikuje data o vodních dopravních cestách, včetně plavebních komor, mostů, veřejných a sportovních přístavů, opatření obecné povahy o zastavení nebo omezení plavebního provozu, aktuální informace o vodních stavech a průtocích včetně předpovědí, zprávy vůdcům plavidel a meteorologické výstrahy. Data jsou prezentována v tabulkách a rubrikách a také v mapových schématech vodních cest a plavebních mapách, dostupné jsou i odkazy na geoportál Státní plavební správy. Webová stránka systému LAVDIS obsahuje informaci o systému Sledování polohy a pohybu plavidel a o aplikaci Dispečink - plány plaveb, pro registrované uživatele je k dispozici formulář pro zadávání plaveb. 
Zavádění říčních informačních služeb (RIS – River Information Services) je požadováno na vodních cestách mezinárodního významu, tedy IV. a vyšší kategorie (třídy), směrnicí Evropského parlamentu a Rady 2005/44/ES ze dne 7. září 2005, o harmonizovaných říčních informačních službách na vnitrozemských vodních cestách ve Společenství. Do třídy IV jsou řazeny Labe od Přelouče po Mělník a Vltava od Třebenic po Mělník, Labe pod Mělníkem je řazeno do třídy Va. Morava od ústí Bečvy po ústí do Dyje je řazena do třídy 0, ovšem jako sledovaná vodní cesta dopravně významná a využívaná. Třída 0 má v České republice stanoveny parametry odpovídající největším možným rozměrům malého plavidla. 
Na evropském projektu říčních informačních služeb spolupracuje Ředitelství vodních cest ČR od roku 1998. Mapy i služby jsou poskytovány uživatelům zdarma.
Webový archiv web.archive.org zachytil existenci webu lavdis.cz poprvé 21. května 2007.
V září 2020 dala Státní plavební správa do distribuce také mobilní aplikaci LAVDIS mobile pro Android i iOS.